# NGC 6803
NGC 6803 – mgławica planetarna położona w gwiazdozbiorze Orła. Została odkryta 17 września 1882 roku przez Edwarda Pickeringa.
Obiekt ten jest trudny do odróżnienia od sąsiednich gwiazd nawet przy dużym powiększeniu teleskopu. By dostrzec jego prawdziwą naturę należy użyć specjalnych filtrów (np. O III), które blokują prawie całe światło, oprócz tego emitowanego przez gaz w chmurach międzygwiazdowych.